# Deltadromeus
Deltadromeus är ett släkte av stora dinosaurier av underordningen Theropoda från Marocko i norra Afrika. Den hade långa, ovanligt slanka bakben för sin storlek, vilket tyder på att det var en snabb löpare. Skallen är inte känd. Ett fossil av en enda art (D. agilis), som dateras till mitten av krittiden, har beskrivits från Kem Kem Beds, cirka 95 miljoner år sedan. Det kan vara en  synonym till det samtida släktet Bahariasaurus.
Deltadromeus hade uppskattningsvis en längd av 8 meter.